# 奧黛莉
台灣奧黛莉股份有限公司是台灣的內衣品牌，在1957年由蕭秀靜創立，旗下門市名為EASY SHOP，自有品牌包含Audrey、easybody、Going、18eighteen、KISS GIRL、Moncheri 、Y-kiss、Sincerity等。是台灣本土最大的內衣品牌。

## 沿革

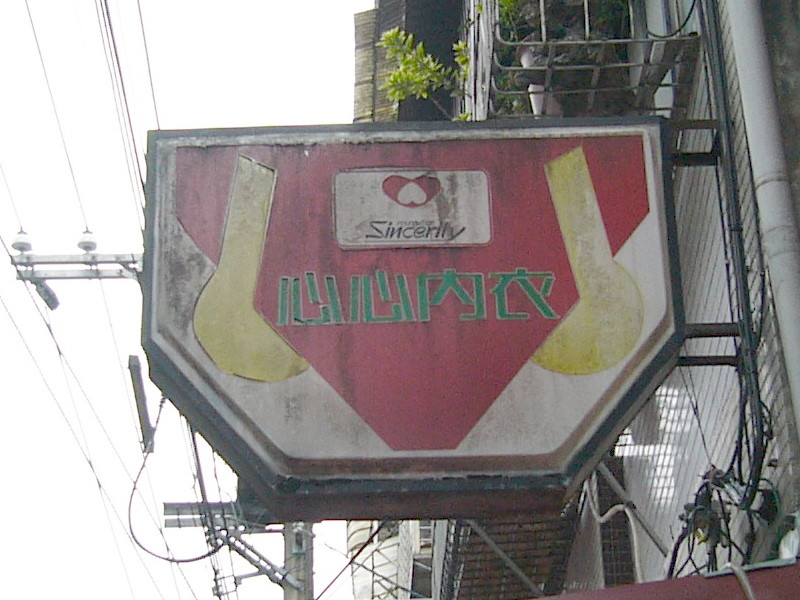
心心內衣經銷店招牌

奧黛莉的前身是心心內衣，由蕭秀靜女士創立，意指產品出自自己與丈夫陳克文的真心。她當時腳踩裁縫車、手工為人縫製內衣，隨著蕭秀靜的成品大受好評，她在丈夫的支持下，於1957年在台中成立中心女內衣店，吸引遠東百貨特地登門拜訪，邀請她到遠東百貨開設專櫃，隨事業擴大發展，擔任總裁的陳克文開始擴大建廠，量產女性內衣，在1989年到中國大陸珠海市設廠，引入法國品牌Barbara、Ravage與日本的himico。與此同時，日本華歌爾和德國黛安芬開始搶佔台灣市場，為了與國際品牌對抗，心心內衣決定在1997年轉型，更名為台灣奧黛莉股份有限公司，母公司是心華集團，這項改革由接棒升任董事長的陳克文獨子陳宗雅負責。
為了開創自己的通路，奧黛莉在2000年時開設台灣第一家內衣專賣店EASY SHOP，並於2003年起開放員工加盟。EASY SHOP以亮橘色為主設計，除了銷售女性內衣，也販售彩妝品、時尚配件和男性內衣褲，在全台灣的分店約150家，除台灣以外，在中國大陸北京、上海、天津及香港都有分店，2014年時，中國大陸的分店數為65家。
2014年時，奧黛莉的市占率在11%至12%之間，次於華歌爾和黛安芬，高於台灣品牌曼黛瑪璉，是台灣本土最大女性內衣品牌。

## 產品
1996年，奧黛莉首創「開運內衣」，搭上農曆春節期間進行促銷，引領流行，而開運內衣也在隔年申請專利，往後的春節也都會推出開運內衣。奧黛莉的專利還包括有三種穿法的胸罩，以及避免產生副乳和後背贅肉的包覆型胸罩。

## 外部連結
- 奧黛莉官方網站 （页面存档备份，存于）